# Gary Chapman
Gary Chapman (Nueva Gales del Sur, 12 de marzo de 1938-ib., 23 de septiembre de 1978) fue un nadador australiano especializado en pruebas de estilo libre corta distancia, donde consiguió ser medallista de bronce olímpico en 1956 en los 100 metros.

## Carrera deportiva
En los Juegos Olímpicos de Melbourne 1956 ganó la medalla de bronce en los 100 metros estilo libre, con un tiempo de 56.7 segundos, tras sus compatriotas Jon Henricks que batió el récord del mundo con 55.4 segundos, y John Devitt (plata con 55.8 segundos).